# Financiële adoptie
Financiële adoptie is een andere term voor het op zich nemen van financiële verantwoordelijkheid. Men kan bijvoorbeeld de financiële verantwoordelijkheid op zich nemen voor de opvoeding en/of studie van een kind in een ontwikkelingsland. Voorbeelden van organisaties die zich hiermee bezighouden zijn stichting Red een Kind, Woord en Daad  en Compassion. Ook het voormalige Foster Parents Plan (tegenwoordig Plan Nederland) hield zich hiermee bezig.
Dierentuin, asielen en kinderboerderijen laten hun dieren ook dikwijls adopteren, waarbij de "adoptieouders" bijdragen in de kosten van een bepaald dier.